# José de Lencastre
José de Lencastre (ur. 1627, zm. 13 września 1705) – portugalski duchowny katolicki, karmelita.
Pochodził z Lizbony. Dzięki rekomendacji króla Alfonsa VI został biskupem Miranda do Douro (26 kwietnia 1677 – 2 czerwca 1681), a następnie biskupem Leiria (2 czerwca 1681 – 19 lipca 1694). Od 1 lipca 1693 sprawował urząd inkwizytora generalnego Portugalii i zwierzchnika inkwizycji portugalskiej. Zmarł w wieku 78 lat.